# 合志市立西合志中央小学校
合志市立西合志中央小学校（こうししりつ にしごうしちゅうおうしょうがっこう）は、熊本県合志市にある小学校。

## 沿革
- 1875年10月 - 合志郡野々嶋村字本村、岡本礼譲の屋敷を借り受け、埜々嶋学校開校
- 1878年8月20日 - 野々嶋村辻舟橋4947番地に新築開校、合志郡第二中学区公立野々嶋小学校と称す
- 1887年4月1日 - 尋常野々嶋小学校と称す
- 1887年6月 - 上古学校廃止し本校と合併
- 1892年4月 - 野々嶋尋常小学校と改称
- 1893年6月 - 上生分教場設置
- 1905年4月 - 野々嶋尋常高等小学校と改称
- 1908年4月 - 野々嶋尋常小学校と改称
- 1930年4月 - 野々嶋尋常高等小学校と改称。上生分教場廃止
- 1935年5月 - 西合志中央尋常高等小学校と改称
- 1941年4月1日 - 西合志中央国民学校と改称
- 1947年4月1日 - 西合志村立西合志中央小学校と改称
- 1966年10月1日 - 西合志町立西合志中央小学校と改称
- 2006年2月27日 - 合志市立西合志中央小学校と改称

## 周辺
- 二子山石器製作遺跡